# Eriopyga diplopis
Eriopyga diplopis là một loài bướm đêm trong họ Noctuidae.